# Distrito de Bistrița-Năsăud
Bistrița-Năsăud ([ˈbistrit͡sa nəsəˈud]ⓘ en húngaro: Beszterce-Naszód) es un distrito (județ) ubicado en el norte de Rumanía, en la región histórica de Transilvania. La ciudad capital es Bistrița.

## Distritos vecinos
- Distrito de Suceava por el este.
- Distrito de Cluj por el oeste.
- Distrito de Maramureș por el norte.
- Distrito de Mureș por el sur.

## Demografía
| Gráfica de evolución demográfica de Distrito de Bistrița-Năsăud entre 1948 y 2011 |
|                                                                                   |
| Fuente NIS                                                                        |

Los habitantes de origen rumano conforman el 90% de la población. También existe una importante minoría de húngaros que comprenden el 6% de la población. Anteriormente hubo también muchos habitantes de origen alemán, pero gran parte emigró a Alemania. Otra de las comunidades son los rroma (gitanos).

## Geografía
El distrito cuenta con un área total de 5355 km². Las montañas Țibleș, Rodna, Suhard, Bârgău y Călimani, que forman parte del grupo de los montes Cárpatos Orientales, y cubren un tercio de la superficie del distrito. El resto del territorio comprende la porción nororiental de la meseta Transilvana. 
El principal río que cruza el distrito es el Someșul Mare. En el río Bistriţa se encuentran un gran dique y un lago artificial.

## División administrativa
El distrito cuenta con un municipio, 3 poblados y 56 comunas. 

### Municipalidades
- Bistriţa

### Ciudades
- Beclean
- Năsăud
- Sângeorz-Băi

### Comunas
- Bistriţa Bârgăului
- Braniștea
- Budacu de Jos
- Budești
- Căianu Mic
- Cetate
- Chiochiş
- Chiuza
- Ciceu-Giurgeşti
- Ciceu-Mihăieşti
- Colibiţa
- Cormaia
- Coșbuc
- Dumitra
- Dumitriţa
- Feldru
- Galaţii Bistriţei
- Ilva Mare
- Ilva Mică
- Josenii Bârgăului
- Leşu
- Lechinţa
- Livezile
- Lunca Ilvei
- Măgura Ilvei
- Maieru
- Matei
- Măgura Ilvei
- Mărişelu
- Miceştii de Câmpie
- Milaş
- Monor
- Negrileşti
- Nimigea
- Nuşeni
- Parva
- Petru Rareș
- Poiana Ilvei
- Prundu Bârgăului
- Rebra
- Rebrişoara
- Rodna
- Romuli
- Runcu Salvei
- Rusu de Sus
- Rusu de Jos
- Salva
- Sărăţel
- Sânmihaiu de Câmpie
- Șieu
- Şieu-Odorhei
- Şieu-Măgheruş
- Şieuţ
- Şintereag
- Silivaşu de Câmpie
- Suplai
- Spermezeu
- Şanţ
- Târlişua
- Teaca
- Telciu
- Tiha Bârgăului
- Uriu
- Urmeniş
- Zagra